# Attico di Costantinopoli
Attico (Sebaste, IV secolo – Costantinopoli, 10 ottobre 425) è stato un arcivescovo armeno con cittadinanza bizantina, che ha guidato l'arcidiocesi di Costantinopoli tra il 406 e il 425.
Era stato un avversario di Giovanni Crisostomo e aiutò Arsazio di Tarso a deporlo, ma in seguito divenne un suo sostenitore dopo la sua morte. Ricostruì la chiesa che si trovava sul sito della successiva Hagia Sophia, ed era un avversario dei pelagiani, il che contribuì ad aumentare la sua popolarità tra i cittadini di Costantinopoli.

## Biografia
Nato a Sebaste in Armenia, ha presto abbracciato una vita monastica e ha ricevuto la sua formazione da alcuni monaci macedoniani vicini a quel luogo. Allontanandosi da Costantinopoli, adottò la fede ortodossa, fu ordinato presbitero e presto divenne noto come uomo nascente. Si è dimostrato uno degli avversari più aspri del Crisostomo. Altrimenti, come afferma Palladio di Galazia, l'architetto dell'intera cospirazione, ha sicuramente avuto una parte molto importante nel portarla a termine. L'organizzazione del Sinodo della Quercia doveva molto alla sua abilità pratica. L'espulsione di Crisostomo avvenne il 10 giugno 404. Il suo successore, l'anziano Arsazio, morì il 5 novembre 405. Quattro mesi di intrighi finirono nella selezione di Attico come successore.
In collaborazione con gli altri membri del triumvirato a cui era stata sottomessa la chiesa orientale, Teofilo di Alessandria e Porfirio di Antiochia, Attico mise subito in atto misure forti per schiacciare i seguaci di Crisostomo. Ottenne un rescritto imperiale che imponeva le pene più severe a tutti coloro che avevano osato respingere la comunione con i patriarchi. Un gran numero di vescovi orientali perseverò nel rifiuto e subì una crudele persecuzione; mentre perfino il clero e i laici inferiori erano costretti a nascondersi o a lasciare il paese. La piccola minoranza di vescovi orientali che per motivi di pace abbandonò la causa di Crisostomo fu fatta sentire colpevole di averlo sostenuto una volta, essendo costretta a lasciare le proprie sedi episcopali e prendere altre diocesi nelle regioni inospitali della Tracia, dove Attico avrebbero potuto tenerle più sott'occhio.
L'unità sembrava più vicina quando la morte di Crisostomo (il 14 settembre 407) rimosse il terreno originale dello scisma. Una grande parte della popolazione cristiana di Costantinopoli rifiutava ancora la comunione con l'usurpatore e continuava a tenere le sue assemblee religiose, più frequentate delle chiese, all'aria aperta nei sobborghi della città, fino a quando il nome di Crisostomo prese il suo nome posto nei registri e nelle preghiere pubbliche della chiesa di Costantinopoli.
Gli sforzi di Attico furono caldamente diretti al mantenimento e ampliamento dell'autorità della sede di Costantinopoli. Ottenne un rescritto dall'imperatore Teodosio II sottoponendovi l'intera Illiria e la "Provincia Orientale". Ciò provocò lo sdegno di papa Bonifacio I e dell'imperatore Onorio, e il decreto non divenne mai esecutivo. Un altro rescritto che dichiarava il suo diritto di decidere e approvare l'elezione di tutti i vescovi della provincia fu più efficace. Silvano fu nominato da lui vescovo di Filippopoli, e successivamente trasferito ad Alessandria Troade. Attico fece valere il suo diritto di ordinare in Bitinia e lo mise in pratica a Nicea nel 425.

## Dottrina
Atticus mostrò grande vigore nel combattere e reprimere l'eresia. Scrisse ai vescovi di Panfilia e ad Anfilochio di Iconium, invitandoli a scacciare i Messaliani (Fot. C. 52). Lo zelo e l'energia mostrati contro i Pelagiani furono altamente elogiati da Papa Celestino I, che arrivò a definirlo "un vero successore di San Crisostomo"; Teod. Ep. CXLV.). I suoi scritti furono citati come quelli di un insegnante ortodosso dai consigli di Efeso e Calcedonia.
Attico era più un attore che uno scrittore; e di quello che ha scritto è pervenuto poco. Un trattato Sulla verginità, che combatte in anticipo gli errori di Nestorio, indirizzato a Pulcheria e alle sue sorelle - figlie dell'imperatore Teodosio I - è citato dal Conte Marcellino.
Socrate Scolastico, che è un testimone di parte, gli attribuisce una disposizione dolce e vincente che lo ha portato a essere considerato con molto affetto. Chi la pensava come lui, trovava in lui un caro amico e un sostenitore. Verso i suoi avversari teologi, all'inizio mostrò una grande severità, e dopo che si sottomisero, cambiò il suo comportamento e li conquistò con la gentilezza.

## Culto
È molto apprezzato per la sua carità e pietà ed è venerato come santo nella Chiesa ortodossa, che osserva la sua festa l'8 gennaio.